# Молчанов, Евграф Владимирович
Евграф Владимирович Молчанов (1808—1869) — московский промышленник, купец 1-й гильдии, потомственный почётный гражданин, статский советник. Благодаря своим деловым качествам и состоянию занимал видное положение в московских промышленных кругах.

## Биография
Родился в 1808 году в семье фабриканта, коммерции советника и почётного гражданина Владимира Матвеевича Молчанова (1778—1850). Мать Надежда Васильевна умерла, когда Евграфу было четыре года (старшим, Анне было семь лет, Ефиму — шесть).
Возглавлял чайную компанию; был владельцем двух фабрик, на которых выделывались полубархат, ситцы, другие бумажные ткани, кисейные платки: в подмосковном сельце Ростокино.
В 1860 году приобрёл село Ховрино, где по проекту архитектора М. Д. Быковского выстроил храм иконы Божией Матери «Знамение» (1868—1871). Также на средства Молчанова по проекту Быковского был выстроен в 1861 году Троицкий храм у Покровских ворот. А в соседнем с Ростокином селе Леонове он возобновил усадебный храм в честь Положения честной Ризы Пресвятой Богородицы во Влахерне (Молчанов арендовал Леоново, а в 1867 году стал его собственником).
Большие вклады от Молчанова получили Алексеевский и Спасо-Андроников монастыри, Дивеевская обитель, Свято-Пантелеимоновский монастырь и Андреевский скит на Афоне.
Умер 15 сентября 1869 года[по какому календарю?]. Был похоронен в Спасо-Андроникове монастыре, где его вдова Елизавета Осиповна возвела по проекту Быковского храм-усыпальницу (1870—1874). Она также передала в распоряжение московских городских властей неприкосновенный капитал в 50000 рублей, чтобы проценты с этой суммы шли на пособия бедным семействам всех сословий
Его первая жена — Анна Владимировна, урождённая Третьякова (1817—1848); вторая — Елизавета Иосифовна. Сын, Анатолий Евграфович Молчанов (1856—1921) — глава Русского общества пароходства и торговли, председатель Императорского российского театрального общества, библиограф, меценат.